# Shilin (Kunming)
Shilin (en chino, 石林; pinyin, Shílín) es un condado autónomo bajo la administración directa de la ciudad-prefectura de Kunming. Se ubica al este de la provincia de Yunnan, sur de la República Popular China. Su área es de 1680 km² y su población total para 2020 superó los 240 mil habitantes.

## Toponimia
Originalmente el condado se llamaba Lunan (路南) y este viene de la frase; a medio camino al sur de Sanwanfu (中路三万户府之南 ZhōngLù sānwàn hùfǔ zhīNán) nombre que servía como guía de un lugar central. "Lunan" como topónimo comenzó durante la dinastía Yuan (1275) en la Prefectura Lunan (路南州). En 1998 se solicitó cambiar el nombre, se argumentaba que "Lunan" no recibió su nombre en función de su ubicación, sino de la gente del "Ludian" (路甸) (las personas más inferiores en el sistema ciudadano de la dinastía Yuan), los "ludian del sur" (路甸南 Lùdiān Nán) acortado en "Lunan (路南) , lo que indica que era un nombre discriminatorio.
Finalmente Lunan fue cambiado a Shilin, en referencia al karst de Shilin, un conjunto de altas rocas que parecen surgir del suelo como si fueran árboles petrificados que en conjunto crean la ilusión de un bosque de piedras, de hecho Shilin significa "bosque de piedras".
Como las otras regiones autónomas, se caracteriza por estar asociada a un grupo étnico minoritario, en este caso, los Yi . La región recibió la condición de "autónomo" cuando se estableció el "condado autónomo yi de Lunan" el 31 de diciembre de 1956.

## Administración
El condado autónomo de Shilin se divide en 7 pueblos que se administran en 3 subdistritos,3 poblados y 1 villa. 